# Agustín Gómez Arcos
Agustín Gómez Arcos (o Agustin Gomez-Arcos, nombre que adoptó durante su exilio francés) (Enix, Almería, España, 15 de enero de 1933 - París, 20 de marzo de 1998) fue un dramaturgo y novelista español. Buena parte de su obra la escribió en lengua francesa.

## Vida

### Infancia y juventud
Agustín Gómez Arcos nace en el seno de una familia numerosa republicana. Es el menor de siete hermanos y sólo tiene tres años cuando estalla la guerra civil española. Durante la contienda, su familia pasa apuros y penalidades, y ya en la posguerra sufre las consecuencias de la represión franquista. Desde edad muy temprana, Gómez Arcos se interesa por la literatura, que utiliza como medio de evasión de su triste realidad cotidiana. Su profesora de instituto en Almería, Celia Viñas, fomentará y orientará su amor por la literatura, dándole a conocer a los clásicos y cultivando su interés por la escritura y el teatro.
En 1953 acaba el bachillerato en Almería y se traslada a Barcelona, donde consigue una beca para matricularse en la Facultad de Derecho. Colabora en la revista literaria Poesía Española, publica la colección de poemas Ocasión de paganismo y recibe el Premio Nacional de Narración Breve por El último Cristo. También participa activamente en el grupo de teatro de la universidad. A los tres años de haber iniciado sus estudios de derecho, decide abandonarlos y se traslada a Madrid con el objetivo de dedicarse exclusivamente al teatro.
Ya en Madrid, trabaja como dramaturgo, actor, director y traductor. Como dramaturgo, comparte las posiciones comprometidas de autores como Alfonso Sastre, frente a dramaturgos del llamado "teatro del posibilismo", como Antonio Buero Vallejo y otros, que proponen escribir dentro de las limitaciones e imposiciones de la dictadura. Y, sobre todo, se opone al teatro de evasión fomentado por el régimen. Escribe un total de quince obras, de las que sólo tres llegan a estrenarse: Elecciones generales (basada en Las almas muertas de Gógol y premiada en el Primer Festival de Teatro Nuevo en 1960), Diálogos de la herejía (finalista del Premio Nacional Calderón de la Barca y Premio Nacional Lope de Vega en 1962, aunque prohibida hasta su estreno, en versión censurada, en 1964) y Los gatos (1965, finalista del Premio Nacional de Literatura Dramática en 1994).
También se dedica a la traducción y adaptación de obras de teatro francesas (La folle de Chaillot, Intermezzo de Jean Giraudoux y La révélation de René-Jean Clot). En 1962 queda finalista del Premio Nacional Calderón de la Barca y gana el Premio Nacional Lope de Vega con Diálogos de la herejía, premio que le es rápidamente arrebatado tras habérselo concedido; la obra queda prohibida en todos los escenarios españoles, en una maniobra política de la censura. En 1964 consigue finalmente estrenarla, en una versión censurada. En 1965 estrena Los gatos, también en versión censurada.

### Exilio

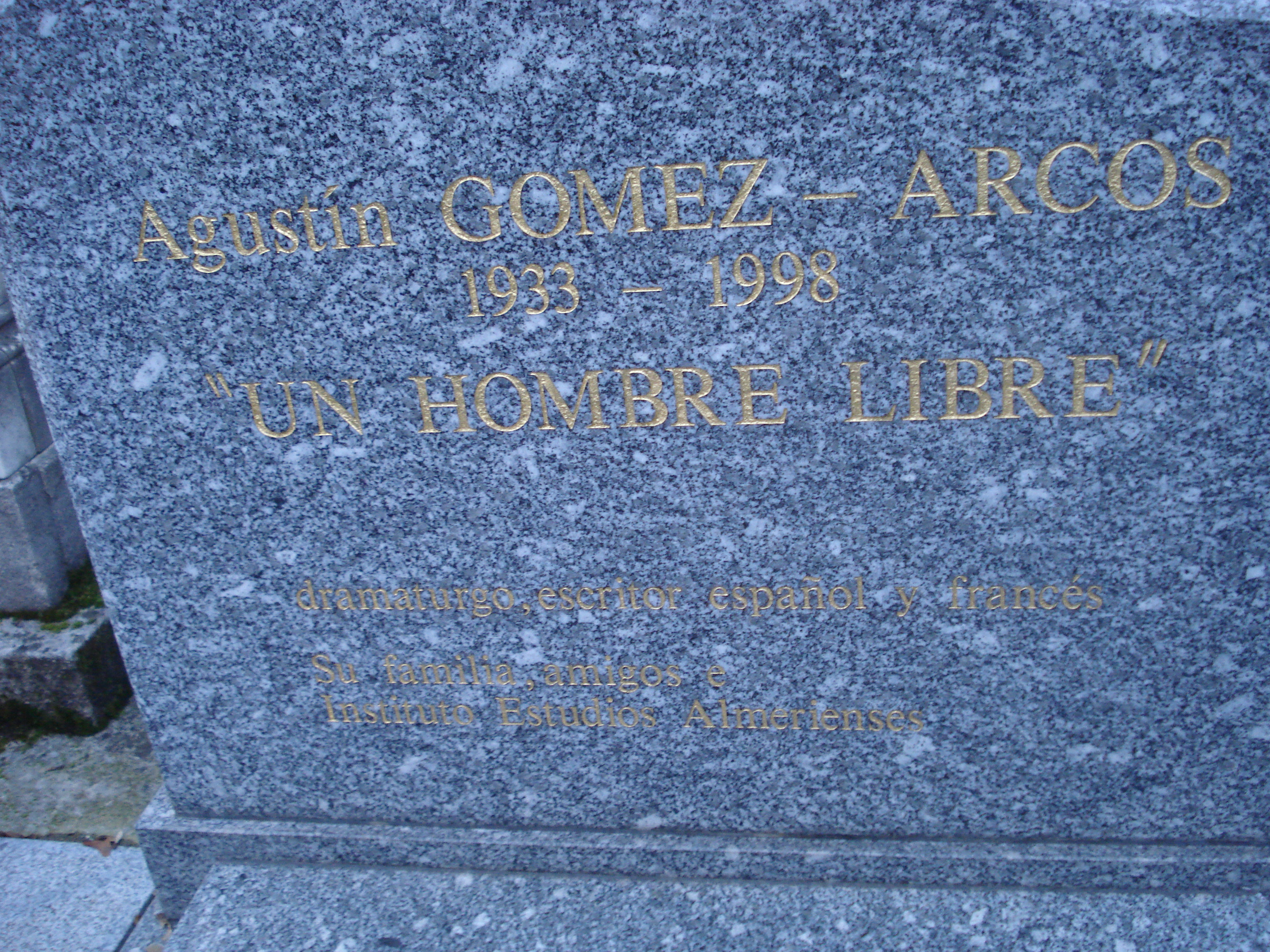
cementerio de Montmartre.

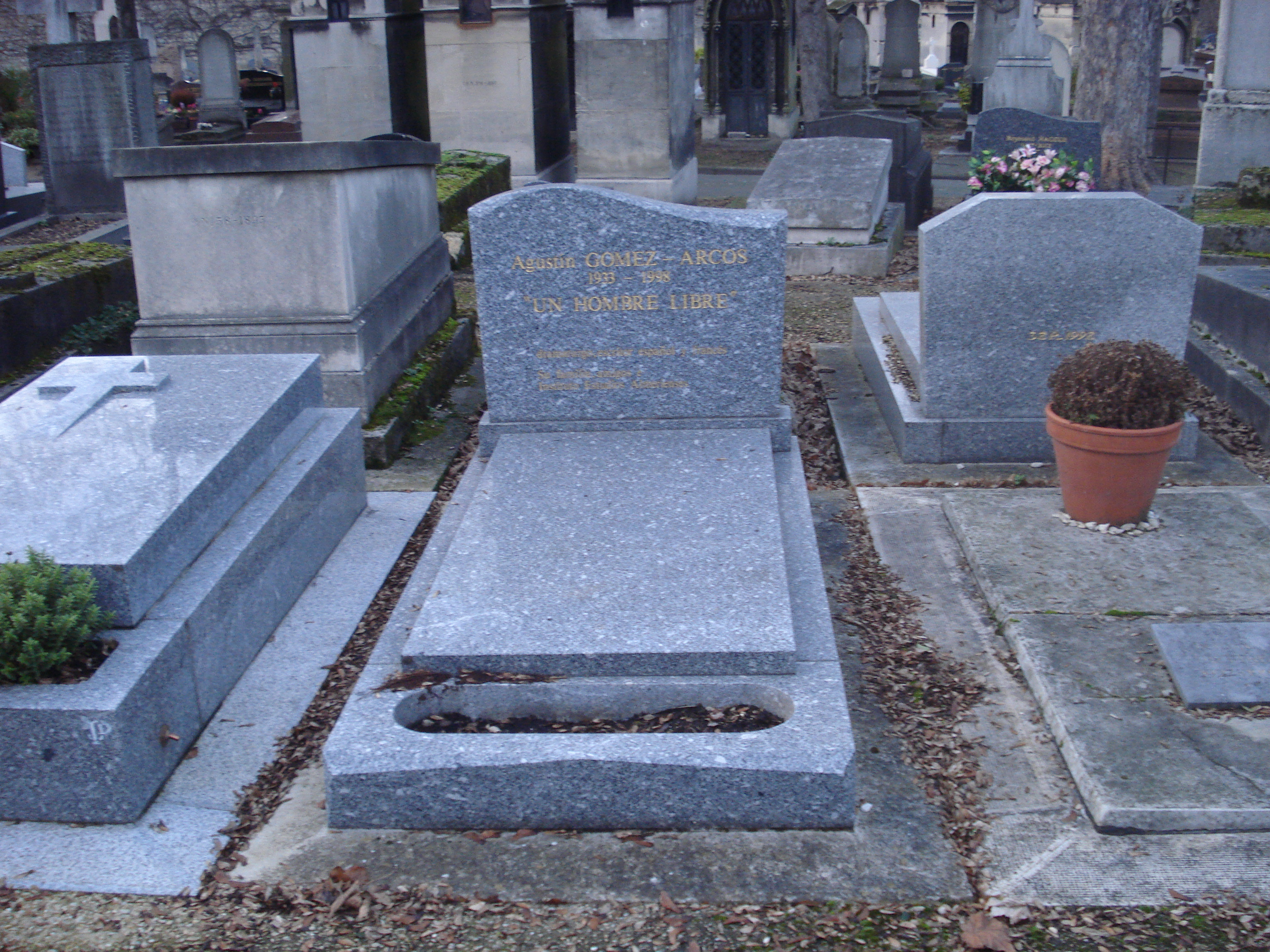
cementerio de Montmartre.

Los tropiezos con el régimen son continuos y Gómez Arcos empieza a tomar conciencia de que nunca podrá representar o publicar su teatro, y se plantea el exilio como una posible solución. En 1966 vuelve a obtener el Premio Nacional Lope de Vega por Queridos míos, pero esta vez la censura prohíbe taxativamente su representación. Gómez Arcos decide entonces abandonar España para instalarse en Londres.
En la capital inglesa, logra que algunas de sus obras sean consideradas por parte del National Theatre, que finalmente las rechaza, alegando que sus piezas serán mejor comprendidas pasados veinte años. En junio de 1968, apenas un mes después de las revueltas del Mayo francés, se traslada a París. Los recientes acontecimientos impregnan el ambiente artístico de la ciudad, París vuelve a estar abierta a la innovación creativa y, de forma particular, se busca en el teatro un medio de agitación social, política y cultural, clima propicio para la obra de Gómez Arcos. Asiste a los montajes teatrales de Samuel Beckett, Eugène Ionesco, Jean Anouilh y, en especial, de Jean Genet por el que siente especial admiración.
Comienza su carrera parisina en los café-teatro del Barrio Latino, verdaderos centros de experimentación teatral y alternativa real a los teatros comerciales. Se desempeña como dramaturgo, director, actor e incluso como camarero. En 1969, en la revista L’Avant-Scène, publica Pré-papa. Conoce a otro exiliado español, Miguel Arocena, gerente del Café-Théâtre de l’Odéon, que le da la oportunidad de estrenar, en febrero de 1969, Pré-papa y Et si on aboyait. Durante cuatro años colabora con estos pequeños escenarios y sigue escribiendo obras de teatro entre las que destacan Sentencia dictada contra P y J e Interview de Mrs. Muerta Smith por sus fantasmas. Por el momento, sigue escribiendo en castellano y deja la traducción al francés a cargo de su amiga la actriz Rachel Salik. 
En 1973, el editor de Stock, tras ver Et si on aboyait en el Café-Théâtre de l’Odéon, le propone escribir una novela en francés. Gómez Arcos acepta el reto, se traslada a Atenas y regresa a París, meses después, con el manuscrito francés de El cordero carnívoro, que su publicación, en 1975, será galardonado con el Prix Hermès. A partir de ese momento, los éxitos se suceden: en 1976 publica Maria Republica, y, en 1977, Ana no, novela que cierra la que ha dado en llamarse «trilogía de la posguerra», y galardonada con el Prix Thyde Monnier en 1977 y el Prix Roland Dorgelès en 1978. En total, Gómez Arcos publica catorce novelas, escritas todas ellas en francés. A las tres ya mencionadas, les siguen: Escena de caza (furtiva) (1978) finalista del Premio Goncourt; Pré-papa ou Roman de fées (1979); La enmilagrada (1981); El niño pan (1983); Un pájaro quemado vivo (1984), finalista del Premio Goncourt; Bestiaire (1986); L’homme à genoux (1989); L’Aveuglon (Marruecos, 1990); Mère Justice (1992); La femme d’emprunt (1993), y L’ange de chair (1995).
En 1985 recibe la condecoración de Caballero de la Orden de las Artes y las Letras de Francia, y en 1995 la vuelve a obtener, esta vez con el grado de Oficial. 
Tras el restablecimiento de la democracia, Gómez Arcos pasa temporadas en España, donde, a partir de 1991 vuelven a representarse algunas de sus piezas teatrales de la mano de Carme Portaceli. En 1991 se recupera  Interview de Mrs. Muerta Smith; otras dos obras suyas, Los gatos y Queridos míos, es preciso contaros ciertas cosas, se representarán en los teatros españoles en 1992 y 1994 respectivamente.
Agustín Gómez Arcos muere de complicaciones derivadas del sida el 20 de marzo de 1998 en París y está enterrado en el cementerio de Montmartre.

## Obras

### Teatro
- Doña Frivolidad (escrita en 1955, inédita)
- Unos muertos perdidos (inédita)
- Verano (1959, aprovechada posteriormente para la novela La enmilagrada)
- Historia privada de un pequeño pueblo (inédita)
- Elecciones generales (1960)
- Fedra en el sur (inédita)
- El tribunal (inédita)
- El rapto de las siamesas (en colaboración con Enrique Ortenbach y Adolfo Waitzman; inédita)
- Balada matrimonial (inédita)
- El salón (inédita)
- Prometeo Jiménez, revolucionario (inédita)
- Diálogos de la herejía (1962; nueva versión en 1980)
- Los gatos (1963; publicación: Madrid, SGAE, 1994)
- Mil y un mesías (1966)
- Queridos míos, es preciso contaros ciertas cosas (1966; publicación: Madrid, Centro Dramático Nacional, 1994)
- Adorado Alberto (1968)
- Pre-papá (1968; publicada en L'Avant-Scène Théâtre, trad. Rachel Salik, n. 434, 1969, pp. 37-44)
- Sentencia dictada contra P. y J. (1970)
- Cena con Mr. & Mrs. Q. (1972)
- Interview de Mrs. Muerta Smith por sus fantasmas (1972)

### Novelas
- L'Agneau carnivore, París, Stock, 1975. Premio Hermès de 1975. [Edición en español: El cordero carnívoro, trad. Adoración Elvira Rodríguez, Barcelona, Cabaret Voltaire, 2007.]
- Maria Republica, París, Stock, 1976. [Edición en español: María República, trad. Adoración Elvira Rodríguez, Barcelona, Cabaret Voltaire, 2014.]
- Ana non, París, Stock, 1977. Premio du Livre Inter de 1977, Premio Roland Dorgelès de 1978, Premio Thyde Monnier (Société des Gens de Lettres). [Edición en español: Ana no, trad. Adoración Elvira Rodríguez, Barcelona, Cabaret Voltaire, 2009.]
- Scène de chasse (furtive), París, Stock, 1978. [Edición en español: Escena de caza (furtiva), trad. Adoración Elvira Rodríguez, Barcelona, Cabaret Voltaire, 2012.]
- Pré-papa ou Roman de fées, París, Stock, 1979.
- L’enfant miraculée, París, Fayard, 1981. [Edición en español: La enmilagrada, trad. Adoración Elvira Rodríguez, Barcelona, Cabaret Voltaire, 2010.]
- L'enfant pain, París, Seuil, 1983. [Edición en español: El niño pan, trad. M. Carmen Molina Romero, Barcelona, Cabaret Voltaire, 2006.]
- Un oiseau brûlé vif, París, Seuil, 1984, París. [Edición en español: Un pájaro quemado vivo, trad. del autor, Madrid, Debate, 1986. Cabaret Voltaire, 2019, edición de Adoración Elvira Rodríguez.]
- Bestiaire, París, Le Pré aux Clercs, 1986.
- L’homme à genoux, París, Julliard, 1989. [Edición en español: El hombre arrodillado, trad. Adoración Elvira Rodríguez, Cabaret Voltaire, 2023.]
- L’aveuglon, París, Stock, 1990. [Edición en español: Marruecos, trad. del autor, Madrid, Mondadori, 1991.]
- Mère Justice, París, Stock, 1992.
- La femme d’emprunt, París, Stock, 1993.
- L’ange de chair, París, Stock, 1995.

### Poesía
- Obra Completa (Ocasión de paganismo, 1956. Pájaros de ausencia, 1956. Otros Poemas.), Barcelona, Cabaret Voltaire, 2011.